# 1512 a tudományban

## Események
- Juan Ponce de León felfedezi Turks- és Caicos-szigeteket.
- Kopernikusz megírja fő művét, mely szerint a Nap áll a Naprendszer középpontjában.

## Születések
- március 5. – Gerardus Mercator belga térképész, a Mercator-vetület megalkotója († 1594)

## Halálozások
- február 22. – Amerigo Vespucci olasz utazó, felfedező, Amerika névadója (* 1454)